# CXorf65
CXorf65 (англ. Chromosome X open reading frame 65) – білок, який кодується однойменним геном, розташованим у людей на довгому плечі X-хромосоми. Довжина поліпептидного ланцюга білка становить 183 амінокислот, а молекулярна маса — 21 305.
| 10         |  | 20         |  | 30         |  | 40         |  | 50         |
| ---------- |  | ---------- |  | ---------- |  | ---------- |  | ---------- |
| MFIFIKHGDN |  | QQFLVNTNCA |  | VVVLLYYIRS |  | KVKLPKTNTI |  | DLCEQTGKMK |
| MLFLMKPNHA |  | EYASKYLTAR |  | STYYVCKVER |  | GPPGTRLENA |  | YRAFVPLLKN |
| PEPWLLVALR |  | IQCDALERRR |  | IQMLKMKEAK |  | KVVIIEPPAS |  | VPSKQSGRSD |
| KKKSTRKSPT |  | FRNRPDFRKN |  | KGRQLNKTTK |  | QKK        |  |            |

A: Аланін

C: Цистеїн

D: Аспарагінова кислота

E: Глутамінова кислота

F: Фенілаланін

G: Гліцин

H: Гістидин

I: Ізолейцин

K: Лізин

L: Лейцин

M: Метіонін

N: Аспарагін

P: Пролін

Q: Глутамін

R: Аргінін

S: Серин

T: Треонін

V: Валін

W: Триптофан